# Adorno (corrida)
Pour les articles homonymes, voir Adorno.
Dans le monde de la tauromachie, un adorno est un ornement, une fioriture. Le mot désigne tout ajout esthétique destiné à donner de la beauté à une série de passes, aussi bien de cape que de muleta. Selon Robert Bérard « L'adorno  est un ornement exécuté généralement en fin de suerte, après une série de passes, tant à la cape et aux banderilles qu'à la muleta- Robert Bérard ». Par exemple, s'agissant d'un remate, c'est un adorno de fin d'une série de passes ; la rebolera termine une série de véroniques... Un desplante devrait en principe intervenir en fin de faena, mais parfois le maestro en abuse en cours de faena.

## Description et fonctions

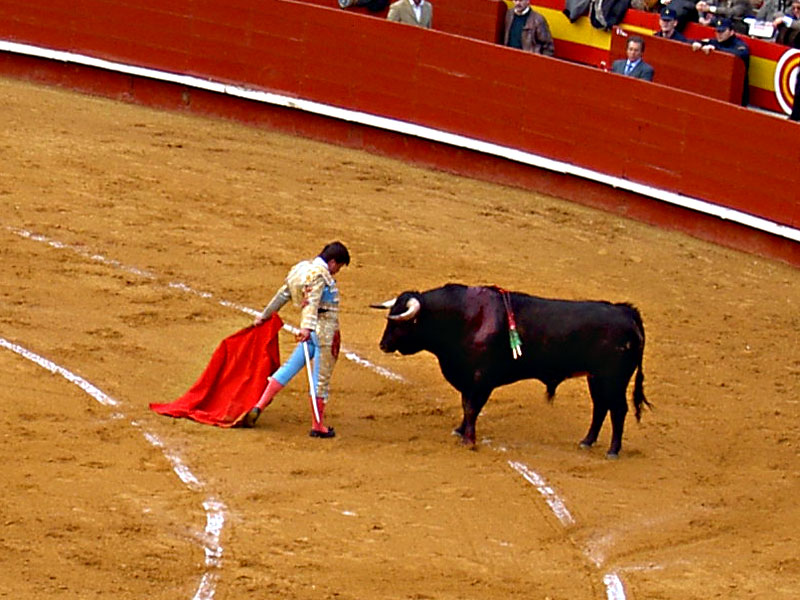
Desplante une forme d'adorno

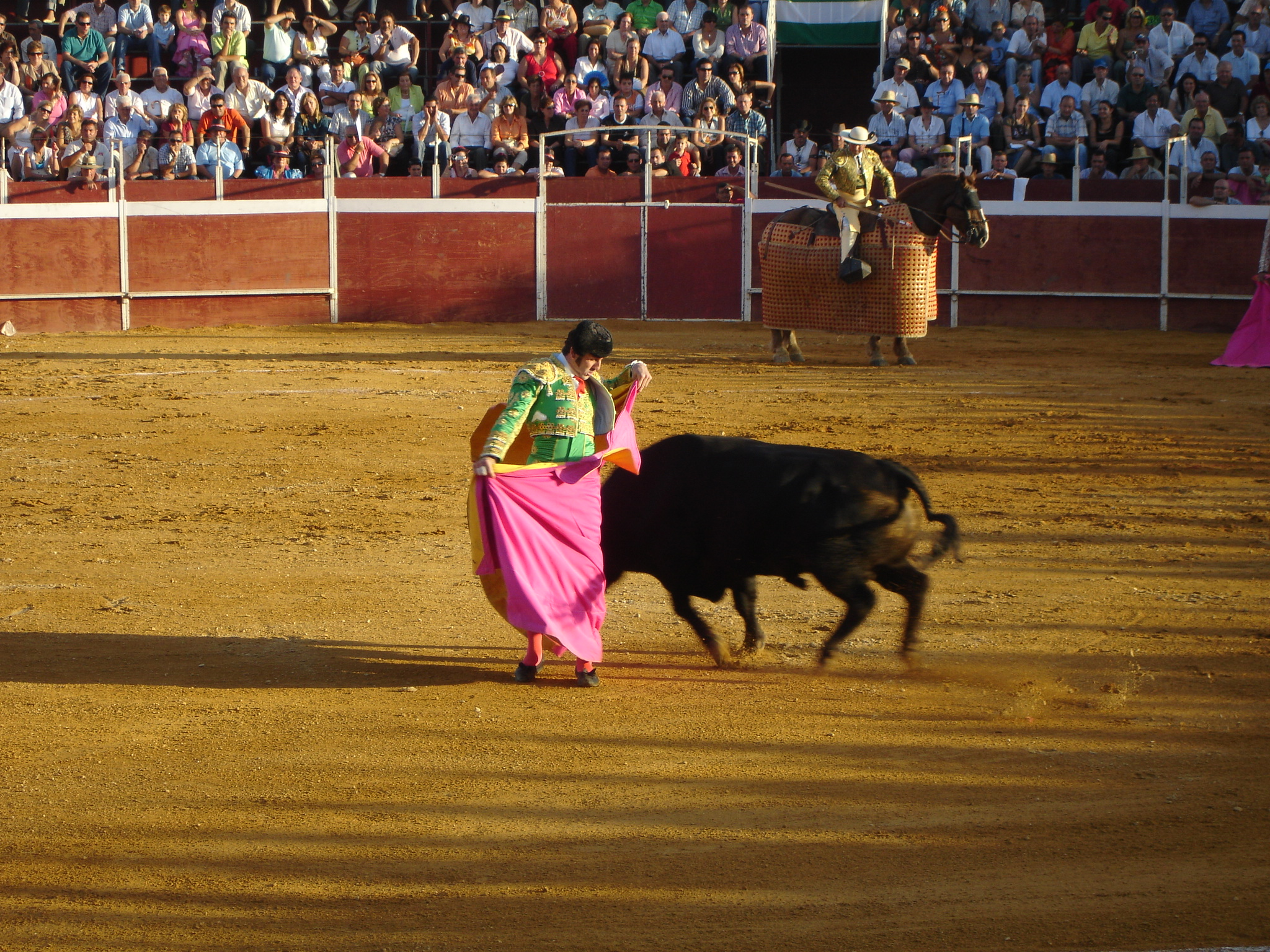
Chicuelina de Juan José Padilla.

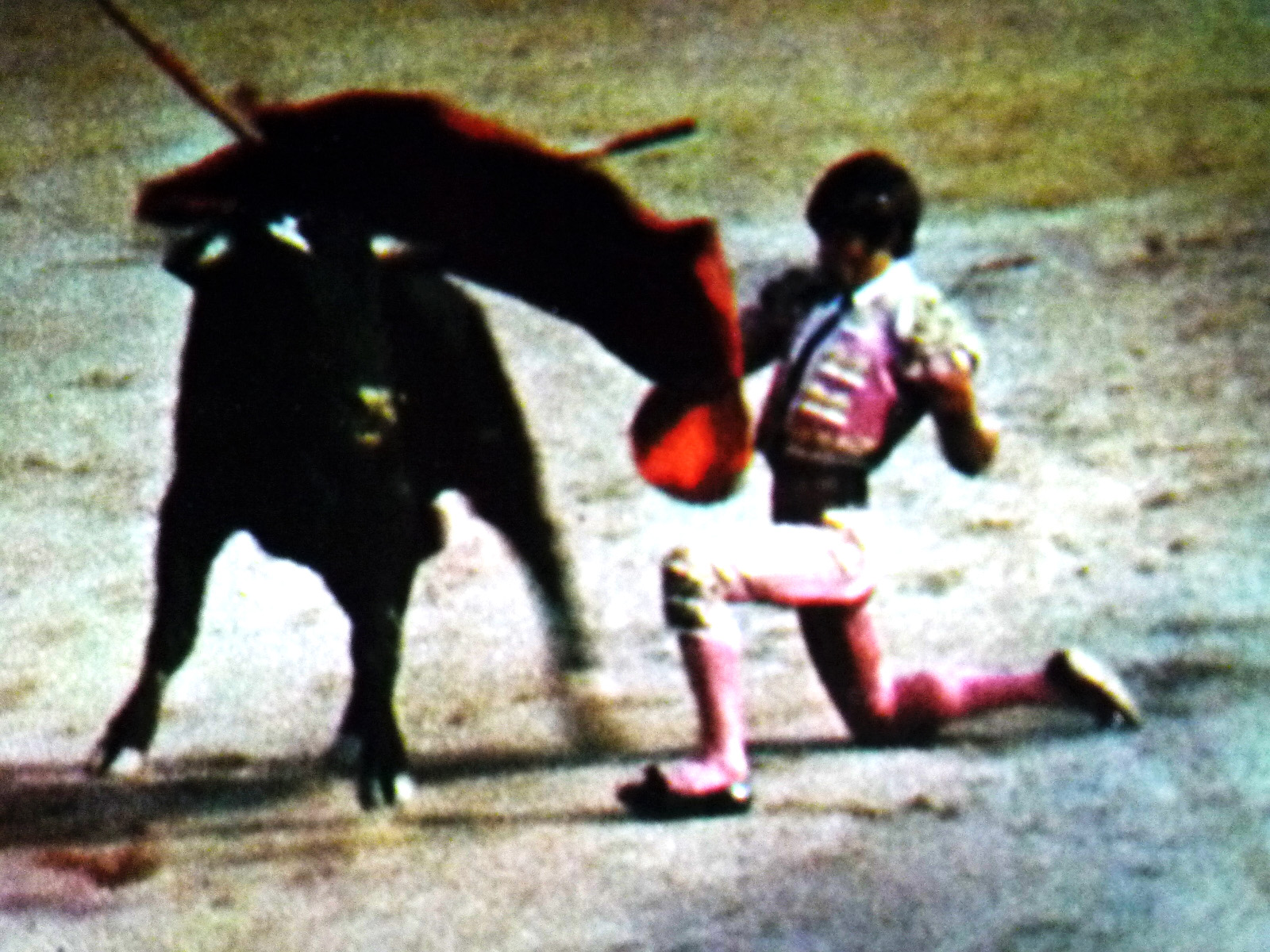
farol de rodilla, de El Cordobés

Selon les historiens, il s'agit soit d'une « fioriture » de bon aloi apportée à une faena  réussie qui montre la domination du matador sur l'animal, soit d'un excès d'enjolivure destiné à déclencher l'enthousiasme de la masse du public non averti, et qui provoque des applaudissements nourris.

Bien dosé cependant, l'adorno peut prouver la maîtrise d'un matador notamment lors de passes  très belles qui entrent elles-mêmes dans la catégorie des « adornos » : la chicuelina, la gaonera, la mariposa, la rebolera le farol sont toutes des passes d'adorno. Le matador gitan Albaicín disait 

« l'adorno est le complément et la grâce de la vérité (…) mais, sans la vérité, il n'est rien d'autre qu'un hors-d'œuvre servi au cours d'un banquet . »

 Le desplante lorsqu'il est réussi et qu'il intervient en toute fin de faena est également un adorno dans lequel excellait Paco Ojeda.
Les excès d'adornos de muleta étaient la spécialité des matadors tremendistes  qui sont désormais peu appréciés du public. Notamment c'était une spécialité de El Cordobés à ses tout débuts : il tombait à genoux devant le taureau en jetant la muleta derrière lui, ouvrant sa chaquetilla devant les cornes de l'animal. 
Au XIXe siècle ces excès étaient encore plus fréquents, un des spécialistes du genre, Cúchares, est représenté sur une gravure du 23 avril 1883 avec son manteau jeté sur la tête du taureau, le matador essuyant le mufle de l'animal avec son mouchoir. À la même époque, El Gordito se mettait à genoux devant les cornes du taureau, ou assis sur une chaise. Guerrita plaçait son chapeau sur le frontal du taureau. De nos jours, ces bravades spectaculaires sont plus rares car elles déclenchent aussitôt une bronca, le public ayant évolué vers un toreo dit de vérité, c'est-à-dire où le matador ne masque pas ses défauts par des fioritures.